# Mentuhotep IV.
Nebtavire Mentuhotep IV. je bil zadnji faraon Enajste egipčanske dinastije, ki se v Torinskem seznamu kraljev vklaplja v sedemletno obdobje med Mentuhotepom III. in Amenemhetom I., za katero ime vladarja ni omenjeno.

## Skalni napisi
Znan je z nekaj napisov v Vadi Hammamatu, ki omenjajo odprave na obalo Rdečega morja in lomljenje kamna za vladarjeve  spomenike. Zgleda, da je bil sin svojega predhodnika.
Dokazan je tudi na napisih v Vadi El Hudiju. Še en pomemben napis so odkrili v Ain Suhni. Vsi napisi so bili izhodiščnih pristaniščih za odprave na Sinaj.
Mentuhotep IV. je nejasen vladar, ki ni omenjen niti na Abidoškem seznamu kraljev, napisi pa dokazujejo, da je med svojim vladanje organiziral veliko odprav. Vodja odprave v Vadi Hammamat v drugem letu vladanja je bil njegov vezir Amenemhet, ki bi lahko bil njegov neposredni naslednik Amenemhet I. iz Dvanajste dinastije.
Fragment sklede iz skrilavca, najdene v Lištu, ima na zunanji strani uraden titularij Mentuhotepa IV., na notranji strani pa titularij njegovega naslednika Amenemheta I.  Ker sta napisa napisana v zazličnih slogih pisave, je bil Amenemhetov napis zelo verjetno pripisan kasneje. Peter Janosi domneva, da na skledi verjetno ni omenjen Mentuhotep IV., ampak Mentuhotep II.

## Konec vladanja
Egiptologi domnevajo, da si je po Mentuhotepovi smrti prestol prisvojil Amenemhet I., ker njegov predhodnik ni imel otrok. Za Mentuhotepovo odstavitev ni nobenega dokaza. Njegove mumije ali grobnice še niso odkrili.